# Теорема Эйлера (теория чисел)
Теоре́ма Э́йлера в теории чисел гласит:
| Если {\displaystyle a} и {\displaystyle m} взаимно просты, то {\displaystyle a^{\varphi (m)}\equiv 1{\pmod {m}}}, где {\displaystyle \varphi (m)} — функция Эйлера. |

Важным следствием теоремы Эйлера для случая простого модуля является малая теорема Ферма:
| Если {\displaystyle a} не делится на простое число {\displaystyle p}, то {\displaystyle a^{p-1}\equiv 1{\pmod {p}}}. |

В свою очередь, теорема Эйлера является следствием общеалгебраической теоремы Лагранжа, применённой к приведённой системе вычетов по модулю {\displaystyle m}.

## Доказательства

### С помощью теории чисел
Пусть {\displaystyle x_{1},\dots ,x_{\varphi (m)}} — все различные натуральные числа, меньшие {\displaystyle m} и взаимно простые с ним.
Рассмотрим все возможные произведения {\displaystyle x_{i}a} для всех {\displaystyle i} от {\displaystyle 1} до {\displaystyle \varphi (m)}.
Поскольку {\displaystyle a} взаимно просто с {\displaystyle m}, и {\displaystyle x_{i}} взаимно просто с {\displaystyle m}, то и {\displaystyle x_{i}a} также взаимно просто с {\displaystyle m}, то есть {\displaystyle x_{i}a\equiv x_{j}{\pmod {m}}} для некоторого {\displaystyle j}.
Отметим, что все остатки {\displaystyle x_{i}a} при делении на {\displaystyle m} различны. Действительно, пусть это не так, тогда существуют такие {\displaystyle i_{1}\neq i_{2}}, что
{\displaystyle x_{i_{1}}a\equiv x_{i_{2}}a{\pmod {m}}}
или
{\displaystyle (x_{i_{1}}-x_{i_{2}})a\equiv 0{\pmod {m}}.}
Так как {\displaystyle a} взаимно просто с {\displaystyle m}, то последнее равенство равносильно тому, что
{\displaystyle x_{i_{1}}-x_{i_{2}}\equiv 0{\pmod {m}}} или {\displaystyle x_{i_{1}}\equiv x_{i_{2}}{\pmod {m}}}.
Это противоречит тому, что числа {\displaystyle x_{1},\dots ,x_{\varphi (m)}} попарно различны по модулю {\displaystyle m}.
Перемножим все сравнения вида {\displaystyle x_{i}a\equiv x_{j}{\pmod {m}}}. Получим:
{\displaystyle x_{1}\cdots x_{\varphi (m)}a^{\varphi (m)}\equiv x_{1}\cdots x_{\varphi (m)}{\pmod {m}}}
или
{\displaystyle x_{1}\cdots x_{\varphi (m)}(a^{\varphi (m)}-1)\equiv 0{\pmod {m}}}.
Так как число {\displaystyle x_{1}\cdots x_{\varphi (m)}} взаимно просто с {\displaystyle m}, то последнее сравнение равносильно тому, что
{\displaystyle a^{\varphi (m)}-1\equiv 0{\pmod {m}}}
или 
{\displaystyle a^{\varphi (m)}\equiv 1{\pmod {m}}.} ■

### С помощью теории групп
Рассмотрим мультипликативную группу {\displaystyle \mathbb {Z} _{n}^{*}} обратимых элементов кольца вычетов {\displaystyle \mathbb {Z} _{n}}. Её порядок равен {\displaystyle \varphi (n)} согласно определению функции Эйлера. Поскольку число {\displaystyle a} взаимно просто с {\displaystyle n}, соответствующий ему элемент {\displaystyle {\overline {a}}} в {\displaystyle \mathbb {Z} _{n}} является обратимым и принадлежит {\displaystyle \mathbb {Z} _{n}^{*}}. Элемент {\displaystyle {\overline {a}}\in \mathbb {Z} _{n}^{*}} порождает циклическую подгруппу, порядок которой, согласно теореме Лагранжа, делит {\displaystyle \varphi (n)}, отсюда {\displaystyle \ a^{\varphi (n)}={\overline {1}}}. ■